# Фелис, Фортюне-Бернар де
Фортюне́-Берна́р де Фели́с (фр. Fortuné-Bernard de Félice; 11 октября 1760, Берн — 11 марта 1832, Лилль) — протестантский священник.

## Происхождение
Сын швейцарского энциклопедиста, учёного, философа и книгоиздателя итальянского происхождения Фортюне-Бартельми де Фелиса и его первой жены Сюзанн Вавр. Старший брат священника Фредерика-Шарля де Фелиса. Отец богослова Гийома-Адама де Фелиса.

## Биография
Родился 11 октября 1760 в Берне. Получил образование в Берне. В 1786 году получил место священника при швейцарском полку Люллен де Шатовьё, расквартированном в Париже, однако вскоре вернулся в Швейцарию. Там занял место викария при пастере Тушоне в Базеле, затем место преподавателя во Франкентале. Позднее был священником в протестантских церквях в Кайзерслаутерне, в Оттерберге, а с 1804 года — во Фридрихсдорфе. С 1807 года — священник в Лилле. В его диоцез входили департаменты Нор и Па-де-Кале, где он основал множество протестантских общин и способствовал возведению большого количества храмов. Скончался в Лилле 11 марта 1832 года.